# 川西龙胆
川西龙胆（学名：Gentiana wilsonii）为龙胆科龙胆属的植物，是中国的特有植物。分布在中国大陆的四川等地，生长于海拔2,800米至4,000米的地区，一般生长在灌丛中、草坡和林下，目前尚未由人工引种栽培。